# Smerfowy flet
Smerfowy flet (fr. La Flûte à six schtroumpfs, ang. The Smurfs and the Magic Flute, 1976) – belgijski film animowany stworzony przez belgijskiego rysownika Peyo, adaptacja pierwszego wydania komiksu, w którym pojawiły się Smerfy. W Polsce nadawany był w wersji lektorskiej.

## Fabuła
Głównymi bohaterami filmu są paź królewski – Johan oraz chełpliwy giermek Piłit. Smerfy pomagają odzyskać bohaterom magiczny flet, który sprawia, że ludzie tańczą bez opamiętania, a następnie wycieńczeni od tańczenia zapadają w śpiączkę.

## Dodatkowe informacje o filmie
- Mimo iż Smerfy są wymienione w tytule, Johan i Pirlouit są głównymi bohaterami, Smerfy grają zaś rolę drugoplanową.
- Film nie został wyprodukowany przez studio Hanna-Barbera, lecz został wyprodukowany przez Brussels' Belvision Studios.
- W filmie nie pojawiają się Gargamel, Klakier i Smerfetka.

## Wersja polska
Tekst polski: Joanna Klimkiewicz
Przekład piosenek: Dorota Filipek-Załęska
Czytał: Mieczysław Gajda